# 阿尔伯特·本杰明·普雷斯科特

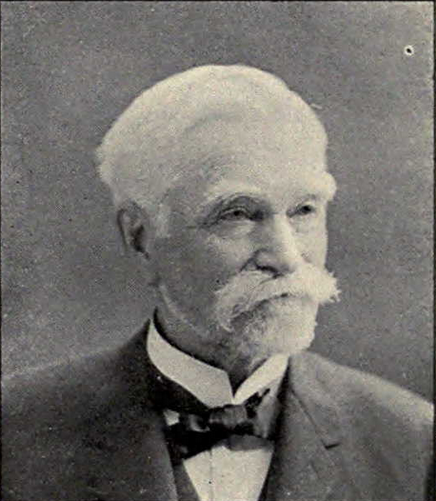
阿尔伯特·本杰明·普雷斯科特

阿尔伯特·本杰明·普雷斯科特（英語：Albert Benjamin Prescott，1832年12月12日—1905年2月25日）是一位美国化学家。

## 生平
他出生于美国纽约州黑斯廷斯。普雷斯科特1864年毕业于密歇根大学医学院，1870年成为有机化学和应用化学助理教授，分别于1876年和1884年升任药学院主任和化学实验室主任。普雷斯科特又分别于1886年、1891年和1900年担任了美国化学学会、美国科学促进协会和美国药剂师协会的主席。在担任密歇根大学药学系主任的时候，普雷斯科特曾鼓励成立药学专业联谊会“Phi Delta Chi”。他死后和妻儿合葬在密歇根大学校园内。

## 著作
- 《定性化学分析》（Qualitative Chemical Analysis，1874年第一版，1901年第五版）
- 《酒精饮料的化学性质》（Chemistry of Alcoholic Liquors，1875年）
- 《近似有机分析的要点》（Outlines of Proximate Organic Analysis，1875年第一版，1877年第二版 ）
- 《第一本关于定性化学的书》（First Book in Qualitative Chemistry，1879年第一版，1902年第十一版)
- 《有机分析》（Organic Analysis，1887年第一版，1889年第二版）